# Ochna kibbiensis
Ochna kibbiensis är en tvåhjärtbladig växtart som beskrevs av John Hutchinson och Dalz.. Ochna kibbiensis ingår i släktet Ochna och familjen Ochnaceae. Inga underarter finns listade i Catalogue of Life.